# Aleksej Volkov
Aleksej Anatol'evič Volkov (in russo Алексей Анатольевич Волков?; Radužnyj, 5 aprile 1988) è un ex biatleta russo.

## Biografia

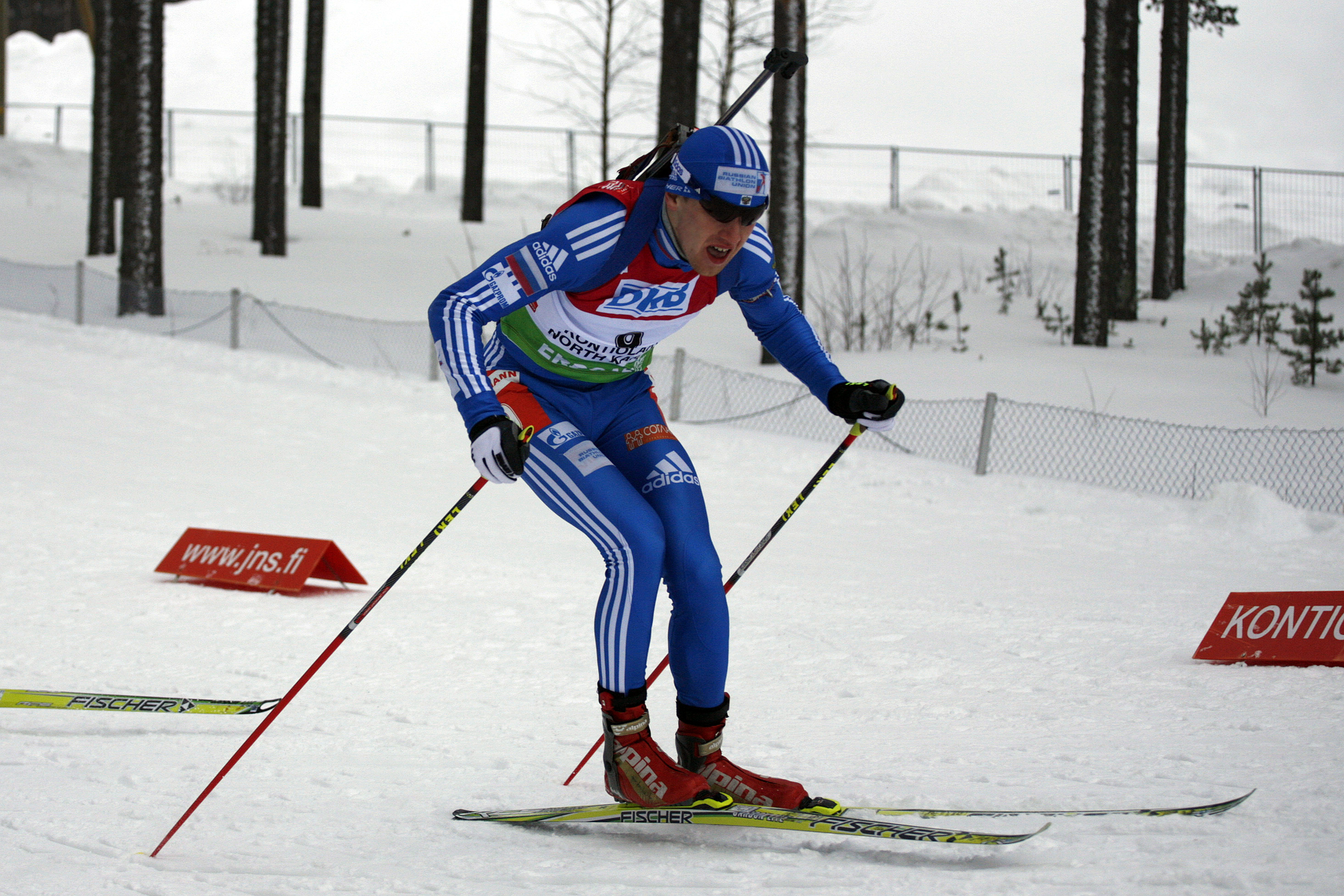
Aleksej Volkov in gara a Kontiolahti nel 2010

Aleksej Volkov, attivo dalla stagione 2008-2009, ai Mondiali juniores di Canmore 2009 ha vinto la medaglia d'argento nella sprint e nella staffetta; in Coppa del Mondo ha esordito il 5 dicembre 2009 a Östersund in sprint (74º) e ha ottenuto la prima vittoria, nonché primo podio, il 15 dicembre 2011 a Hochfilzen in staffetta mista. Ai Mondiali di Ruhpolding 2012, suo esordio iridato, si è classificato 21º nell'individuale; nella successiva rassegna iridata di Nové Město na Moravě 2013 nella medesima specialità si è piazzato 15º e ai XXII Giochi olimpici invernali di Soči 2014, sua unica presenza olimpica, è stato 62º nell'individuale mentre nella staffetta la squadra russa, alla quale era stata inizialmente assegnata la medaglia d'oro, è stata in seguito squalificata.
Ai Mondiali di Kontiolahti 2015 si è classificato 9º nell'individuale e 4º nella staffetta; il 13 dicembre dello stesso anno ha conquistato l'ultima vittoria in Coppa del Mondo, a Hochfilzen in staffetta, e ai successivi Mondiali di Oslo 2016 si è piazzato 39º nell'individuale. Ai Mondiali di Hochfilzen 2017, sua ultima presenza iridata, ha vinto la medaglia d'oro nella staffetta ed è stato 11º nell'individuale e 4º nella staffetta; ha conquistato l'ultimo podio in Coppa del Mondo il 12 gennaio 2018 a Ruhpolding in staffetta (3º), sua ultima gara nel massimo circuito, e si è ritirato al termine di quella stessa stagione 2017-2018: la sua ultima gara in carriera è stata l'inseguimento di IBU Cup disputato il 17 marzo a Chanty-Mansijsk, chiuso da Volkov al 7º posto.
Nel 2022 Volkov è stato riconosciuto colpevole di una violazione delle normative antidoping commessa in occasione dei Campionati russi 2013 (assunzione di fenoterolo) e sanzionato con la revoca dei risultati ottenuti in quella occasione e la squalifica di due anni, che gli ha precluso lo svolgimento dell'attività di allenatore.

## Palmarès

### Mondiali
- 1 medaglia:
  - 1 oro (staffetta[3] a Hochfilzen 2017)

### Mondiali juniores
- 2 medaglie:
  - 2 argenti (individuale, staffetta a Canmore 2009)

### Coppa del Mondo
- Miglior piazzamento in classifica generale: 20º nel 2014
- 11 podi (3 individuali, 8 a squadre), oltre a quello conquistato in sede iridata e valido anche ai fini della Coppa del Mondo:
  - 4 vittorie (a squadre)
  - 4 secondi posti (2 individuali, 2 a squadre)
  - 3 terzi posti (1 individuale, 2 a squadre)

## Onorificenze

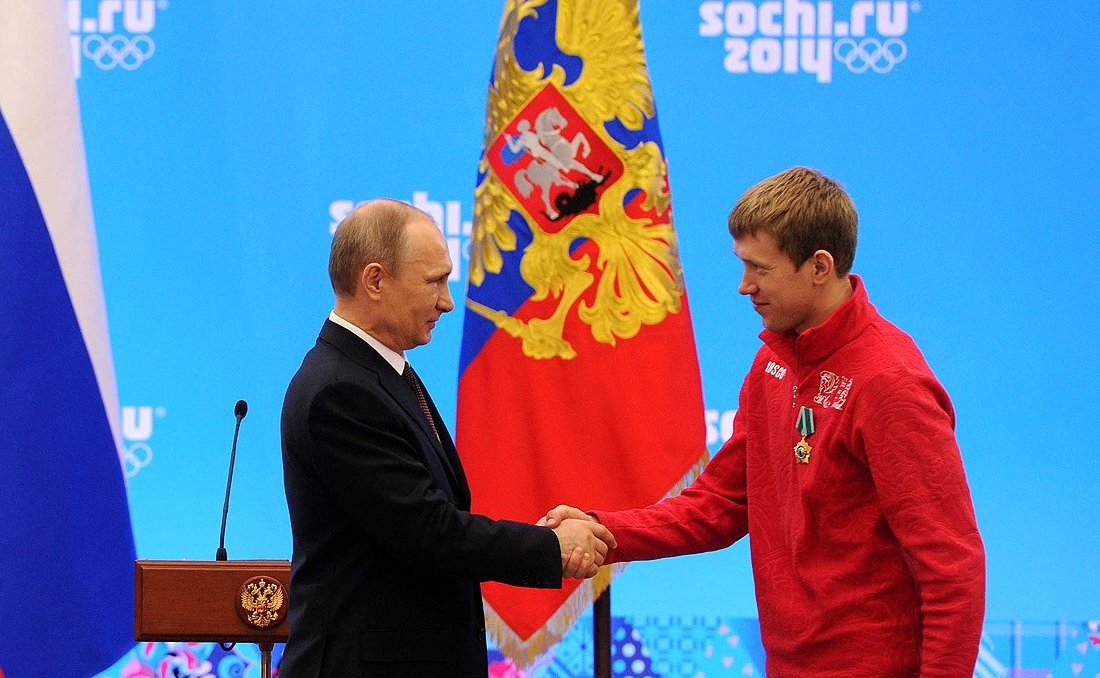
Il conferimento della medaglia dell'Ordine dell'Amicizia ad Aleksej Volkov da parte di Vladimir Putin

#### Coppa del Mondo - vittorie
| Data             | Località             | Nazione   | Specialità                                                  |
| ---------------- | -------------------- | --------- | ----------------------------------------------------------- |
| 15 dicembre 2011 | Hochfilzen           | Austria   | MX (con Ol'ga Viluchina, Ol'ga Zajceva e Anton Šipulin)     |
| 4 gennaio 2013   | Oberhof              | Germania  | RL (con Evgenij Garaničev, Anton Šipulin e Dmitrij Malyško) |
| 6 febbraio 2015  | Nové Město na Moravě | Rep. Ceca | SMX (con Jana Romanova)                                     |
| 13 dicembre 2015 | Hochfilzen           | Austria   | RL (con Evgenij Garaničev, Dmitrij Malyško e Anton Šipulin) |

Legenda:

RL = staffetta

MX = staffetta mista

SMX = staffetta mista individuale